# A Dança na Pintura
A Dança na Pintura é uma lista não exaustiva de pinturas que constam na Wikidata como tendo representado algum tipo de dança, tema que foi tratado por um grande número de mestres pintores do passado.
A dança é uma das três principais artes cênicas da antiguidade, junto com o teatro e a música. Já no antigo Egito se realizavam danças chamadas astro-teológicas em homenagem a Osíris. Na Grécia, a dança estava frequentemente associada aos jogos, em especial os Jogos Olímpicos. Com o Renascimento a dança reapareceu em força nos cenários cortesãos e palacianos. No século XIX surgiram a Contradança (que se transformou na Quadrilha), a Valsa, a Polca, a Mazurca, o Scottish, o Pas-de-quatre, etc. E no século XX foram criadas o Boston e danças exóticas como Cake-Walk, Maxine, One Step, Fox-Trot e Tango.
A dança define-se pelo movimento do corpo de maneira rítmica, geralmente acompanhado de música e num determinado espaço, com a finalidade de expressar uma ideia ou emoção, libertar energia, ou simplesmente usufruir do prazer do próprio movimento, e grande número de pintores  procurou expressar estas perspectivas e sentimentos.
| Imagem | Título | Criador                                   | Data de publicação       | Parte de            | Coleção                                                                                         | Localização                                                                         |
| ------ | --- | ----------------------------------------- | ------------------------ | ------------------- | ----------------------------------------------------------------------------------------------- | ----------------------------------------------------------------------------------- |
|        | Festa na Aldeia | Claude Lorrain                            | 1639                     |                     | Departamento de Pinturas do Louvre                                                              | 1.º arrondissement de Paris                                                         |
|        | A adoração do Bezerro de Ouro                                                                                         | Nicolas Poussin                           | 1634                     |                     | National Gallery                                                                                | Cidade de Westminster                                                               |
|        | O Baile no Moulin de la Galette                                                                                       | Pierre-Auguste Renoir                     | 1876                     |                     | Museu de Orsay                                                                                  | 6.º arrondissement de Paris 1.º arrondissement de Paris 7.º arrondissement de Paris |
|        | Baco e Ariadne | Ticiano                                   | década de 1520           |                     | National Gallery                                                                                | Cidade de Westminster                                                               |
|        | O Banho turco | Jean-Auguste Dominique Ingres             | 1862                     |                     | Departamento de Pinturas do Louvre                                                              | 1.º arrondissement de Paris                                                         |
|        | A Dança | William-Adolphe Bouguereau                | 1856                     |                     | Museu de Orsay                                                                                  | 7.º arrondissement de Paris                                                         |
|        | Dança da Vida | Edvard Munch                              | 1 de janeiro de 2000     |                     | Museu Nacional de Arte                                                                          | Oslo                                                                                |
|        | Prazer pastoral | Antoine Watteau                           | 1714                     |                     | Museu Condé                                                                                     | Chantilly                                                                           |
|        | Orchestra Musicians                                                                                                   | Edgar Degas                               | 1872 década de 1870 1874 |                     | Museu Städel                                                                                    | Frankfurt am Main                                                                   |
|        | Feasting and dancing peasants                                                                                         | Peter Paul Rubens                         | década de 1630           |                     | Departamento de Pinturas do Louvre                                                              | 1.º arrondissement de Paris                                                         |
|        | A Orquestra da Ópera                                                                                                  | Edgar Degas                               | 1868 década de 1870      |                     | Museu de Orsay                                                                                  | 7.º arrondissement de Paris                                                         |
|        | Dança em Bougival | Pierre-Auguste Renoir                     | 1883                     | A Dança (série)     | Museu de Belas Artes de Boston                                                                  | Boston                                                                              |
|        | El Jaleo | John Singer Sargent                       | 1882                     |                     | Museu Isabella Stewart Gardner                                                                  | Boston                                                                              |
|        | Duas mulheres dançando no Moulin Rouge                                                                                | Henri de Toulouse-Lautrec                 | 1892                     |                     | Galeria Nacional de Praga                                                                       | Holešovice                                                                          |
|        | A Aurora | William-Adolphe Bouguereau                | 1881                     |                     | Birmingham Museum of Art                                                                        | Birmingham                                                                          |
|        | A dança das ninfas | Jean-Baptiste Camille Corot               | 1860                     |                     | Museu de Orsay                                                                                  | 7.º arrondissement de Paris                                                         |
|        | The Country Dance | Antoine Watteau                           | 1706                     |                     | Indianapolis Museum of Art                                                                      | Indianápolis                                                                        |
|        | Baile do Moulin de la Galette                                                                                         | Ramon Casas                               | 1890                     |                     | Museu Cau Ferrat Museu Nacional de Arte da Catalunha                                            | Sitges                                                                              |
|        | The Dance of Death | No/unknown value                          | 1670                     |                     | Church of St. Bernard of Siena in Krakow                                                        | Cracóvia                                                                            |
|        | Dança de verão | Anders Zorn                               | 1897                     |                     | Museu Nacional de Belas-Artes da Suécia                                                         | Município de Estocolmo Estocolmo                                                    |
|        | Folia numa estalagem                                                                                                  | Jan Steen                                 | 1674                     |                     | Departamento de Pinturas do Louvre                                                              | 1.º arrondissement de Paris                                                         |
|        | Casamento judaico em Marrocos                                                                                         | Eugène Delacroix                          | 1839                     |                     | Departamento de Pinturas do Louvre                                                              | 1.º arrondissement de Paris                                                         |
|        | Satirical Composition                                                                                                 | Salvador Dalí                             | 1923                     |                     | Teatro-Museu Dalí                                                                               | Figueres                                                                            |
|        | Três graças dançando                                                                                                  | Antonio Canova                            | 1799                     |                     | Museu Canoviano                                                                                 | Possagno                                                                            |
|        | Feira no dia de São Sebastião                                                                                         | Jacob Savery                              | 1598                     |                     | Mauritshuis                                                                                     | Haia                                                                                |
|        | Paisagem com pastores                                                                                                 | Moses van Uyttenbroeck                    | 1626                     |                     | Mauritshuis                                                                                     | Haia                                                                                |
|        | Uma ninfa dançando para um pastor tocador de flauta                                                                   | Adriaen van der Werff                     | 1718                     |                     | Rijksmuseum Kabinet van Heteren Gevers Museum Rotterdam                                         | Roterdão Amesterdão                                                                 |
|        | Homem entre o Vício e a Virtude                                                                                       | Henri Martin                              | 1892                     |                     | Museu dos Agostinhos                                                                            | Toulouse                                                                            |
|        | A beber e a dançar em frente de uma pousada                                                                           | Pieter van Bloemen                        | 1797                     |                     | Museu dos Agostinhos                                                                            | Toulouse                                                                            |
|        | Ninfas e Faunos | Jean-Baptiste Camille Corot               | década de 1860 1870      |                     | Birmingham Museum of Art                                                                        | Birmingham                                                                          |
|        | Eagle Dancer Potawatomi                                                                                               | Z. S. Liang                               | 2010                     |                     | Briscoe Western Art Museum                                                                      | condado de Medina condado de Comal condado de Bexar                                 |
|        | Os Deuses cantam e dançam para Shiva e Parvati                                                                        | Khushala                                  | década de 1780           |                     | Museu de Arte de Filadélfia                                                                     | Filadélfia                                                                          |
|        | A dança de "O Arcanjo" por Loïe Fuller                                                                                | Koloman Moser                             | 1902                     |                     | Galeria Albertina                                                                               | Innere Stadt Viena                                                                  |
|        | O Casamento de Camponeses                                                                                             | Pieter Bruegel, o Jovem                   | década de 1550           |                     | Museu Hallwyl                                                                                   | Município de Estocolmo                                                              |
|        | A juventude de Baco                                                                                                   | William-Adolphe Bouguereau                | 1884                     |                     | No/unknown value                                                                                |                                                                                     |
|        | Cinco anjos dançantes                                                                                                 | Giovanni di Paolo                         | década de 1430           |                     | Museu Condé                                                                                     | Chantilly                                                                           |
|        | Ball | Edvard Munch                              | 1885                     |                     | No/unknown value                                                                                |                                                                                     |
|        | Dança chinesa | François Boucher                          | década de 1740           |                     | Musée des Beaux-Arts et d'Archéologie de Besançon Bibliothèque municipale de Besançon           | Besançon Grand Besançon Métropole arrondissement of Besançon Doubs                  |
|        | Valsa | Félix Vallotton                           | 1893                     |                     | Museu de Arte Moderna André Malraux                                                             | Le Havre                                                                            |
|        | Um corroboree na terra de Van Diemen                                                                                  | John Glover                               | 1840                     |                     | Departamento de Pinturas do Louvre                                                              | 1.º arrondissement de Paris                                                         |
|        | Flamenco | Felip Masó de Falp                        | 1890                     |                     | Biblioteca Museu Víctor Balaguer                                                                | Vilanova i la Geltrú                                                                |
|        | Uma festa no campo | Jean-Baptiste-Joseph Pater                | 1728                     |                     | Departamento de Pinturas do Louvre                                                              |                                                                                     |
|        | O verão | Nicolas Lancret                           | 1738                     |                     | Departamento de Pinturas do Louvre                                                              | 1.º arrondissement de Paris                                                         |
|        | Study for Salome | Gustave Moreau                            | década de 1870           |                     | Museu Gustave-Moreau                                                                            | 9.º arrondissement de Paris                                                         |
|        | Salomé (cat. 134) | Gustave Moreau                            | século XIX               |                     | Museu Gustave-Moreau                                                                            | 9.º arrondissement de Paris                                                         |
|        | Salome | Gustave Moreau                            | década de 1870           |                     | Museu Gustave-Moreau                                                                            | 9.º arrondissement de Paris                                                         |
|        | Salome | Gustave Moreau                            | século XIX               |                     | Museu Gustave-Moreau                                                                            | 9.º arrondissement de Paris                                                         |
|        | Salome | Gustave Moreau                            | século XIX               |                     | Museu Gustave-Moreau                                                                            | 9.º arrondissement de Paris                                                         |
|        | Salome | Gustave Moreau                            | século XIX               |                     | Museu Gustave-Moreau                                                                            | 9.º arrondissement de Paris                                                         |
|        | Salome Dancing | Gustave Moreau                            | século XIX               |                     | Museu Gustave-Moreau                                                                            | 9.º arrondissement de Paris                                                         |
|        | Salome Dancing in front of Herod                                                                                      | Gustave Moreau                            | década de 1870           |                     | Museu Gustave-Moreau                                                                            | 9.º arrondissement de Paris                                                         |
|        | Salomé | Gustave Moreau                            | década de 1870           |                     | Museu Gustave-Moreau                                                                            | 9.º arrondissement de Paris                                                         |
|        | Dança de Ninfas | Paul Chabas                               | 1899                     |                     | No/unknown value                                                                                |                                                                                     |
|        | A Dance in the Country                                                                                                | Giovanni Domenico Tiepolo                 | 1755                     |                     | Metropolitan Museum of Art                                                                      | Manhattan                                                                           |
|        | A Masked Ball in Bohemia                                                                                              | No/unknown value                          | 1748                     |                     | Metropolitan Museum of Art                                                                      | Manhattan                                                                           |
|        | Dance: Study for the Barnes Mural (Paris version)                                                                     | Henri Matisse                             | década de 1930           |                     | Metropolitan Museum of Art                                                                      | Manhattan                                                                           |
|        | Dança do Véu | Benjamin-Constant                         | década de 1880           |                     |                                                                                                 |                                                                                     |
|        | Dança dos Sete Véus                                                                                                   | Gaston Bussière                           | 1925                     |                     | No/unknown value                                                                                |                                                                                     |
|        | Duas Dançarinas | Gaston Bussière                           | 1912                     |                     | No/unknown value                                                                                |                                                                                     |
|        | Dançarinas exóticas                                                                                                   | Gaston Bussière                           | década de 1880           |                     |                                                                                                 |                                                                                     |
|        | A dança de Salomé | Gaston Bussière                           | 1923                     |                     | No/unknown value                                                                                |                                                                                     |
|        | A dança de Salomé | Robert Fowler                             | 1885                     |                     | No/unknown value                                                                                |                                                                                     |
|        | Dança dos Sete Véus                                                                                                   | Armand Point                              | década de 1890           |                     |                                                                                                 |                                                                                     |
|        | A dança de Salomé | Maurycy Gottlieb                          | 1879                     |                     | National Museum in Kielce                                                                       | Kielce                                                                              |
|        | Salome | Robert Henri                              | 1909                     |                     | Museu de Arte de John e Mable Ringling                                                          | Sarasota                                                                            |
|        | Salome | Robert Henri                              | 1909                     |                     | Mead Art Museum                                                                                 | Amherst                                                                             |
|        | Salomé II | Gustav Klimt                              | 1909                     |                     | Ca' Pesaro                                                                                      | Veneza                                                                              |
|        | Salomé | Manuel Orazi                              | 1930                     |                     | No/unknown value                                                                                |                                                                                     |
|        | Dança de Salomé e execução de João Baptista                                                                           | No/unknown value                          | século XVIII             |                     |                                                                                                 |                                                                                     |
|        | Osage Scalp Dance | John Mix Stanley                          | 1845                     |                     | Museu Smithsonian de Arte Americana                                                             | Washington, D.C.                                                                    |
|        | Nastúrcios com a pintura "Dança"                                                                                      | Henri Matisse                             | 1912                     |                     | Metropolitan Museum of Art                                                                      | Manhattan                                                                           |
|        | Casamento camponês. A dança do casamento ao ar livre                                                                  | Lucas van Valckenborch                    | 1574                     |                     | Museu Nacional de Arte da Dinamarca                                                             | Município de Copenhaga                                                              |
|        | Dorothea e Francesca                                                                                                  | Cecilia Beaux                             | 1898                     |                     | Art Institute of Chicago                                                                        | Chicago                                                                             |
|        | A dancing Italian girl                                                                                                | Christoffer Wilhelm Eckersberg            | 1816                     |                     | Museu Nacional de Arte da Dinamarca                                                             | Município de Copenhaga                                                              |
|        | Scalp Dance, Mouth of the Teton River                                                                                 | George Catlin                             | década de 1830           |                     | Museu Smithsonian de Arte Americana                                                             | Washington, D.C.                                                                    |
|        | Scalp Dance, Sioux | George Catlin                             | década de 1840           |                     | Museu Smithsonian de Arte Americana                                                             | Washington, D.C.                                                                    |
|        | Slave Dance, Sac and Fox                                                                                              | George Catlin                             | década de 1830           |                     | Museu Smithsonian de Arte Americana                                                             | Washington, D.C.                                                                    |
|        | War Dance, Sioux | George Catlin                             | década de 1840           |                     | Museu Smithsonian de Arte Americana                                                             | Washington, D.C.                                                                    |
|        | Krishna e Radha dançando o Rasalila                                                                                   | No/unknown value                          | século XIX               |                     | Galeria de Arte da Nova Gales do Sul                                                            | Sydney                                                                              |
|        | Ball-play Dance, Choctaw                                                                                              | George Catlin                             | década de 1830           |                     | Museu Smithsonian de Arte Americana                                                             | Washington, D.C.                                                                    |
|        | Bear Dance, Preparing for a Bear Hunt                                                                                 | George Catlin                             | década de 1830           |                     | Museu Smithsonian de Arte Americana                                                             | Washington, D.C.                                                                    |
|        | Beggar's Dance, Mouth of Teton River                                                                                  | George Catlin                             | década de 1830           |                     | Museu Smithsonian de Arte Americana                                                             | Washington, D.C.                                                                    |
|        | Begging Dance, Sauk and Fox                                                                                           | George Catlin                             | década de 1830           |                     | Museu Smithsonian de Arte Americana                                                             | Washington, D.C.                                                                    |
|        | Braves' Dance at Fort Snelling                                                                                        | George Catlin                             | década de 1830           |                     | Museu Smithsonian de Arte Americana                                                             | Washington, D.C.                                                                    |
|        | Bull Dance, Mandan O-kee-pa Ceremony                                                                                  | George Catlin                             | 1832                     |                     | Museu Smithsonian de Arte Americana                                                             | Washington, D.C.                                                                    |
|        | Dance of the Chiefs, Mouth of the Teton River                                                                         | George Catlin                             | década de 1830           |                     | Museu Smithsonian de Arte Americana                                                             | Washington, D.C.                                                                    |
|        | Dance to the Berdash                                                                                                  | George Catlin                             | década de 1830           |                     | Museu Smithsonian de Arte Americana                                                             | Washington, D.C.                                                                    |
|        | Dance to the Medicine Bag of the Brave                                                                                | George Catlin                             | década de 1830           |                     | Museu Smithsonian de Arte Americana                                                             | Washington, D.C.                                                                    |
|        | Discovery Dance, Sac and Fox                                                                                          | George Catlin                             | década de 1830           |                     | Museu Smithsonian de Arte Americana                                                             | Washington, D.C.                                                                    |
|        | Dog Dance at Fort Snelling                                                                                            | George Catlin                             | década de 1830           |                     | Museu Smithsonian de Arte Americana                                                             | Washington, D.C.                                                                    |
|        | Eagle Dance | George Catlin                             | década de 1840           |                     | Museu Smithsonian de Arte Americana                                                             | Washington, D.C.                                                                    |
|        | Eagle Dance, Choctaw                                                                                                  | George Catlin                             | década de 1830           |                     | Museu Smithsonian de Arte Americana                                                             | Washington, D.C.                                                                    |
|        | Green Corn Dance, Hidatsa                                                                                             | George Catlin                             | década de 1830           |                     | Museu Smithsonian de Arte Americana                                                             | Washington, D.C.                                                                    |
|        | Medicine Man, Performing His Mysteries over a Dying Man                                                               | George Catlin                             | 1832                     |                     | Museu Smithsonian de Arte Americana                                                             | Washington, D.C.                                                                    |
|        | Pipe Dance, Assiniboine                                                                                               | George Catlin                             | década de 1830           |                     | Museu Smithsonian de Arte Americana                                                             | Washington, D.C.                                                                    |
|        | Dança primaveril | Arthur F. Mathews                         | 1917                     |                     | Museu Smithsonian de Arte Americana                                                             | Washington, D.C.                                                                    |
|        | A Dança | Federico Andreotti                        | 1861                     |                     |                                                                                                 |                                                                                     |
|        | Dança Rural com flautistas                                                                                            | Jean-Baptiste Le Prince                   | século XVIII             |                     |                                                                                                 |                                                                                     |
|        | Retrato das filhas mais novas de Maximiliano I da Baviera (Sophie, Marie e Ludovika)                                  | Joseph Karl Stieler                       | 1815                     |                     | Residência de Munique                                                                           | Munique                                                                             |
|        | Mulher jovem com um realejo e criança com pandeio                                                                     | No/unknown value                          | século XVIII             |                     |                                                                                                 |                                                                                     |
|        | Miriam's Dance | No/unknown value                          | década de 1600           |                     | Galeria Nacional Finlandesa                                                                     | Helsínquia                                                                          |
|        | A dança cinza | Väinö Kunnas                              | 1928                     |                     | Galeria Nacional Finlandesa                                                                     | Helsínquia                                                                          |
|        | The fountain of youth                                                                                                 | Lucas Cranach, o Velho                    | 1546                     |                     | Gemäldegalerie                                                                                  | Berlin-Mitte                                                                        |
|        | Os Pastores | Antoine Watteau                           | 1717                     |                     | Palácio de Charlottenburg                                                                       | Charlottenburg-Wilmersdorf Berlim Alemanha                                          |
|        | Cena de dança numa pousada italiana                                                                                   | Alexander Lauréus                         | 1822                     |                     | Coleção de arte da cidade de Pori Touko Palojoki donation collection                            | Satakunta                                                                           |
|        | The Dance of the Bride                                                                                                | No/unknown value                          | século XVI               |                     | Museu Real de Belas Artes de Antuérpia                                                          | Antuérpia                                                                           |
|        | Ball | Hieronymus, II Francken                   | 1607                     |                     | Museu Hermitage                                                                                 | São Petersburgo                                                                     |
|        | The Ball | Frans Francken                            | 1610                     |                     | Museu Hermitage                                                                                 | São Petersburgo                                                                     |
|        | Jogo ao entardecer em Svanninge Hills                                                                                 | Fritz, Baron von Syberg                   | 1900                     |                     | Museu de Faaborg                                                                                | Faaborg-Midtfyn                                                                     |
|        | Dança dos Cupidos | Niccolò dell'Abbate                       | 1600                     |                     | Museu Nacional de Varsóvia                                                                      | Śródmieście                                                                         |
|        | Dançando com um ovo                                                                                                   | Cornelis Saftleven                        | 1637                     |                     | Museu Nacional de Varsóvia                                                                      | Śródmieście                                                                         |
|        | Diversão de camponeses                                                                                                | Adriaen van de Venne                      | década de 1650           |                     | Museu Nacional de Varsóvia                                                                      | Śródmieście                                                                         |
|        | Minueto no parque | Daniel Nikolaus Chodowiecki               | década de 1760           |                     | Museu Nacional de Varsóvia                                                                      | Śródmieście                                                                         |
|        | Study for the painting "Symbolic dance"                                                                               | Jan Ciągliński                            | década de 1890           |                     | Museu Nacional de Varsóvia                                                                      |                                                                                     |
|        | Camponeses dançando no exterior de uma casa de campo                                                                  | David Teniers, Filho                      | 1645                     |                     | Royal Collection Northbrook collection                                                          | Cidade de Westminster Grande Londres                                                |
|        | Festa Basca (dança em El Antiguo, San Sebastián)                                                                      | Darío de Regoyos                          | 1888                     |                     | Museu Nacional de Arte da Catalunha                                                             | Sants-Montjuïc                                                                      |
|        | Camponeses dançando numa taverna                                                                                      | Adriaen van Ostade                        | 1659                     |                     | Museu de Arte de Saint Louis                                                                    | St. Louis                                                                           |
|        | Dança de roda | Franz von Stuck                           | 1910                     |                     | Museu Nacional de Varsóvia                                                                      | Śródmieście                                                                         |
|        | 14 de julho no campo                                                                                                  | Tadeusz Makowski                          | 1928                     |                     | Museu Nacional de Varsóvia                                                                      | Śródmieście                                                                         |
|        | Noite de baile | Joan Cardona i Lladós                     | 1899                     |                     | Museu do Modernismo Catalão                                                                     | Dreta de l'Eixample                                                                 |
|        | Paisagem inspirada na vista de Frascati                                                                               | Achille Etna Michallon                    | 1822                     |                     | Departamento de Pinturas do Louvre                                                              | 1.º arrondissement de Paris                                                         |
|        | Festa feliz no parque                                                                                                 | Johann Georg Platzer                      | década de 1740           |                     | Museu Nacional de Varsóvia                                                                      | Śródmieście                                                                         |
|        | Bacchanalia | Cornelis van Poelenburch Daniel Vertangen |                          |                     | Museu Hermitage                                                                                 | São Petersburgo                                                                     |
|        | Tavern interior with dancing peasants,                                                                                | Richard Brakenburgh                       | 1690                     |                     | Museu de História da Arte em Viena                                                              | Innere Stadt Viena                                                                  |
|        | Summer Party | Grandma Moses                             | 1959                     |                     | Museu de Belas-Artes de Houston                                                                 | Houston                                                                             |
|        | Gypsy Dance in the Gardens of the Alcazar before the Pavilion of Charles V                                            | Alfred Dehodencq                          | século XIX               |                     | Royal Collection                                                                                |                                                                                     |
|        | Wedding Feast in front of a Farm                                                                                      | No/unknown value Pieter Bruegel, o Jovem  | século XVII              |                     | Bonnefantenmuseum                                                                               | Maastricht                                                                          |
|        | Festa no campo | Robert Delaunay                           | 1905                     |                     | Museu de Belas Artes de Rennes Museu Goya                                                       | Rennes                                                                              |
|        | Peasants Dancing outside a Bohemian Inn                                                                               | Roelant Savery                            | 1610                     |                     | Mauritshuis                                                                                     | Haia                                                                                |
|        | Ceremonial Indian Dance: The Matachinas                                                                               | Dorothy Brett                             | 1948                     |                     | Tate                                                                                            | Cidade de Westminster                                                               |
|        | Sábado à Noite | Clementine Hunter                         | 1984                     |                     | Galeria Gilley                                                                                  | Paróquia de East Baton Rouge                                                        |
|        | Sala de Dança | Clementine Hunter                         | 1955                     |                     | Galeria Gilley                                                                                  | Paróquia de East Baton Rouge                                                        |
|        | Festa na aldeia no dia de S. Jorge                                                                                    | David Teniers, Filho                      | 1643                     |                     | No/unknown value                                                                                |                                                                                     |
|        | O baile de Máscaras                                                                                                   | Oscar de Mejo                             |                          |                     | Alexandria Museum of Art                                                                        | Paróquia de Rapides                                                                 |
|        | Dança na aldeia com vista para um rio                                                                                 | David Teniers, Filho                      | 1648                     |                     | No/unknown value                                                                                |                                                                                     |
|        | Interior de uma estalagem com camponeses a dançar                                                                     | David Teniers, Filho                      | 1645                     |                     | Coleções de Pinturas do Estado da Baviera                                                       | Munique                                                                             |
|        | Divertimento numa taberna                                                                                             | Jan Steen                                 | 1674                     |                     | Coleção Wallace                                                                                 | Cidade de Westminster                                                               |
|        | Cena de taberna | Jan Steen                                 | 1660                     |                     | Musei di Strada Nuova                                                                           | Génova                                                                              |
|        | O violinista | Jan Steen                                 | 1670                     |                     | Palácio das Belas-Artes de Lille                                                                | Lille                                                                               |
|        | Uma festa de casamento                                                                                                | Jan Steen                                 | 1677 1664                |                     | No/unknown value                                                                                |                                                                                     |
|        | A dança de Maio | Jan Steen                                 | 1647                     |                     | Coleção Adolphe Schloss                                                                         | Paris                                                                               |
|        | Reunião alegre com casal dançando                                                                                     | Jan Steen                                 | 1660                     |                     | No/unknown value Richard Green Fine Paintings                                                   |                                                                                     |
|        | A Dança do Ovo | Jan Steen                                 | década de 1670           |                     | Apsley House                                                                                    | Grande Londres                                                                      |
|        | Uma reunião alegre com música e dança                                                                                 | Jan Steen                                 | 1660                     |                     | Museu de Belas Artes de Estrasburgo                                                             | Estrasburgo                                                                         |
|        | Camponeses em festa frente a uma pousada                                                                              | No/unknown value                          | década de 1630           |                     | No/unknown value Gustaf Adolf Sparre                                                            |                                                                                     |
|        | Romanos juntos numa diversão numa Osteria                                                                             | Wilhelm Marstrand                         | 1839                     |                     | Museu Nivagaard                                                                                 | Fredensborg                                                                         |
|        | The Dancers in a City #2                                                                                              | Joan Brown                                | 1972                     |                     | Museu de Arte Moderna de São Francisco                                                          | São Francisco                                                                       |
|        | Tamaara tants II | Nikolai Triik                             | década de 1910           |                     | Tartu Art Museum's painting collection                                                          |                                                                                     |
|        | Wooded Landscape with Peasants Music-making and Dancing                                                               | No/unknown value                          | século XVIII             |                     | National Trust                                                                                  | Huntwick with Foulby and Nostell                                                    |
|        | Peasants Dancing | No/unknown value                          | século XVII              |                     | National Trust                                                                                  | Huntwick with Foulby and Nostell                                                    |
|        | An Italianate Landscape with Peasants Dancing                                                                         | Jan Miel                                  | 1650                     |                     | National Trust                                                                                  | Huntwick with Foulby and Nostell                                                    |
|        | Peasants Dancing | Abel Grimmer                              | 1614                     |                     | National Trust Upton House                                                                      | Ratley and Upton                                                                    |
|        | Peasant Dance | Adriaen Brouwer                           | 1630                     |                     | Coleção Adolphe Schloss                                                                         | Paris                                                                               |
|        | Play and Dance | Halfdan Egedius                           | 1896                     |                     | Museu Nacional de Arte                                                                          | Oslo                                                                                |
|        | Dança entre espadas                                                                                                   | Henryk Siemiradzki                        | década de 1870           | Dança entre espadas |                                                                                                 |                                                                                     |
|        | Dança entre espadas                                                                                                   | Henryk Siemiradzki                        | 1887                     | Dança entre espadas | No/unknown value                                                                                |                                                                                     |
|        | Dança entre espadas                                                                                                   | Henryk Siemiradzki                        | 1881                     | Dança entre espadas | Galeria Tretyakov                                                                               | Yakimanka Distrito administrativo central Moscovo Rússia                            |
|        | Dança entre espadas                                                                                                   | Henryk Siemiradzki                        | 1898                     | Dança entre espadas | No/unknown value                                                                                |                                                                                     |
|        | Youth Festivity in Eggedal                                                                                            | Christian Skredsvig                       | 1895                     |                     | Museu Nacional de Arte                                                                          | Oslo                                                                                |
|        | Capriccio of Figures dancing amongst Classical Ruins, with a Statue of the Rape of Proserpine                         | Antonio Zucchi                            | 1775                     |                     | National Trust                                                                                  | Huntwick with Foulby and Nostell                                                    |
|        | Kirg | Oskar Kallis                              | 1917                     |                     | Art Museum of Estonia's painting collection                                                     |                                                                                     |
|        | Camponeses dançando no exterior de uma pousada                                                                        | David Teniers, Filho                      | década de 1650           |                     | Museumslandschaft Hessen Kassel                                                                 | Kassel Provinz Niederhessen Bezirk Kassel Kassel                                    |
|        | Comediantes ou palhaços árabes                                                                                        | Eugène Delacroix                          | 1847                     |                     | Museu de Belas Artes de Tours                                                                   | Tours                                                                               |
|        | Caucasian Dance | Vehik Ter-Grigoryan                       | 1945                     |                     | Galeria Nacional da Armênia                                                                     | Kentron Erevã                                                                       |
|        | Festa na aldeia | Cornelis Bellekin                         | 1675                     |                     | Museu Hermitage                                                                                 | São Petersburgo                                                                     |
|        | A Banquet Scene, an Allegory on Love and Lust                                                                         | Hieronymus, I Francken                    | 1 de janeiro de 1582     |                     |                                                                                                 |                                                                                     |
|        | Peasant Dance by a Tavern                                                                                             | Adriaen van Ostade                        | 1654                     |                     | No/unknown value                                                                                |                                                                                     |
|        | Hiiu people dancing                                                                                                   |                                           | 1937                     |                     | Estonian National Museum's art collection                                                       |                                                                                     |
|        | Salome | Franz von Stuck                           | 1906                     |                     | Lenbachhaus                                                                                     | Munique                                                                             |
|        | At the Suresnes Ball                                                                                                  | André Derain                              | 1903                     |                     | Museu de Arte de Saint Louis                                                                    | St. Louis                                                                           |
|        | Peasants making merry near a river                                                                                    | Philips Wouwerman                         | 1645                     |                     | No/unknown value                                                                                |                                                                                     |
|        | The Dancing Dog | Jacob Ochtervelt                          | 1669                     |                     | Wadsworth Atheneum                                                                              | Hartford                                                                            |
|        | Tanssivat vaivaisukot                                                                                                 | Olli-Pekka Riihikoski                     | 1979                     |                     | Coleção de arte da cidade de Pori                                                               | Pori                                                                                |
|        | A Village Festival | David Teniers, Filho                      | 1630                     |                     | No/unknown value                                                                                |                                                                                     |
|        | Salome | Franz von Stuck                           | 1906                     | Salome              | No/unknown value                                                                                |                                                                                     |
|        | Le Bal Bullier | Jules Léon Flandrin                       | 1931                     |                     | Museu de Grenoble                                                                               | Grenoble                                                                            |
|        | Café scene | Jules Pascin                              |                          |                     | Museu de Belas Artes de Boston                                                                  | Boston                                                                              |
|        | Vue de Vetri | Josef Rebell                              | 1814                     |                     | Museu Condé                                                                                     | Chantilly                                                                           |
|        | Salomé's Dance | Gerard Hoet                               | 1730                     |                     | Museu Hallwyl                                                                                   | Município de Estocolmo                                                              |
|        | La Zamacueca | Arturo Gordon                             | 1939                     |                     | Museu Nacional de Belas Artes                                                                   | Santiago                                                                            |
|        | Curtsey (painting) | Antoinette Hale                           | 1996                     |                     | Museu de Arte Taubman Southwest Virginia Digital Archive                                        | Roanoke                                                                             |
|        | Study of a dancing Italian woman.                                                                                     | Wilhelm Marstrand                         | século XIX               |                     |                                                                                                 |                                                                                     |
|        | Dance around the maypole                                                                                              | Joseph van Bredael                        | 1725                     |                     |                                                                                                 |                                                                                     |
|        | The edge of a village with figures dancing on the bank of a river and a fish-seller and a self portrait of the artist | Jan Brueghel, o Velho                     | 1616                     |                     | No/unknown value                                                                                |                                                                                     |
|        | Kermis at Oudenarde                                                                                                   | No/unknown value                          | 1608                     |                     | Herzog Anton Ulrich-Museum                                                                      | Brunsvique                                                                          |
|        | Three peasants having fun with music and dance                                                                        | Jan Miel                                  | século XVII              |                     | Rafael Valls Limited SØR Rusche Collection                                                      | Cidade de Westminster                                                               |
|        | Une Danse, souvenir d'Espagne                                                                                         | Charles Porion                            | 1844                     |                     | Musée de Picardie                                                                               | Amiens                                                                              |
|        | Dancers in front of a tavern                                                                                          | Karel Du Jardin                           | 1675                     |                     |                                                                                                 |                                                                                     |
|        | Le Menuet | Nicolas Lancret                           | 1732                     |                     | No/unknown value                                                                                |                                                                                     |
|        | Improvisation on a Barrel Organ                                                                                       | William Orpen                             | 1904                     |                     | Walker Art Gallery                                                                              | Liverpool                                                                           |
|        | Mänadentanz (Idyllen-Zyklus)                                                                                          | Johann Heinrich Wilhelm Tischbein         | 1820                     | Idyllen-Zyklus      | Grand ducal collection, Oldenburg Niedersächsisches Landesmuseum für Kunst und Kulturgeschichte | Oldemburgo                                                                          |
|        | Tanz der Faune und Mänaden (Idyllen-Zyklus)                                                                           | Johann Heinrich Wilhelm Tischbein         | 1820                     | Idyllen-Zyklus      | Grand ducal collection, Oldenburg Niedersächsisches Landesmuseum für Kunst und Kulturgeschichte | Oldemburgo                                                                          |
|        | Baco e Ariadne | Pietro de Cortona Nicolas Poussin         | década de 1620           |                     | Academia de São Lucas                                                                           | Roma                                                                                |
|        | La Carmencita | Ernest Azéma                              | 1913                     |                     | Musée Agathois Jules Baudou                                                                     | Agde                                                                                |
|        | Peasants making merry                                                                                                 | Isack van Ostade                          | 1640                     |                     |                                                                                                 | Paris                                                                               |
|        | Bal dans une forêt | Abraham Govaerts                          | século XVII              |                     | Museu de Belas Artes de Rennes                                                                  | Rennes                                                                              |
|        | Danse de paysans | Karel Du Jardin                           | século XVII              |                     | Museu Granet                                                                                    | Aix-en-Provence                                                                     |
|        | Barn Dance | Grandma Moses                             | 1950                     |                     | Hammer Galleries                                                                                | Condado de Palm Beach                                                               |
|        | Spanish Dance | Ernst Josephson                           | 1882                     |                     | Museu de Arte de Gotemburgo Fürstenberg Gallery                                                 | Gotemburgo                                                                          |
|        | Beim Tanz | Carl Bantzer                              | década de 1890           |                     | Museum für Kunst und Kulturgeschichte der Philipps-Universität Marburg                          | Marburg                                                                             |
|        | Dance around the tree                                                                                                 | Luigi Vittorio Lotesto                    | 1961                     |                     | Arcumeggia open-air mural gallery                                                               | Casalzuigno                                                                         |
|        | Village festival with Antwerp beyond                                                                                  | Mattheus van Helmont                      | 1670                     |                     | Snijders&Rockox House                                                                           | Antuérpia                                                                           |
|        | The Wedding Dance | Pieter Bruegel, o Jovem                   | 1600                     |                     | Museu de Belas Artes de Bordéus                                                                 | Bordéus                                                                             |
|        | Tari dari Sulawesi | Raden Basoeki Abdullah                    |                          |                     | Basoeki Abdullah Museum                                                                         | South Jakarta Jacarta                                                               |
|        | The May Tree | Jean-Baptiste-Joseph Pater                | 1720                     |                     | Museu Pushkin Cabinet de Monseigneur le duc de Choiseul                                         | Khamovniki                                                                          |
|        | Bagpiper with dancers at a village fair with maypole in a hilly landscape                                             | Frans Pourbus, o Velho                    | 1580                     |                     | Cabinet de Monseigneur le duc de Choiseul                                                       |                                                                                     |